# Nugus (folyó)
A Nugus (oroszul: Нугуш) folyó Oroszország európai részén, a Belaja jobb oldali mellékfolyója.
Nevének jelentése baskír nyelven 'tiszta víz'.

## Földrajz
Hossza: 235 km, vízgyűjtő területe: 3820 km².
A Déli-Urál Jurmatau-hegységében ered és a Belajába ömlik, 837 km-re annak torkolatától. A forrástól a Kis-Nugus torkolatáig terjedő első kb. 90 km-es szakaszán hegyvidéki jellegű folyó. Középső szakaszán medre szélesebb, az áramlása lelassul. A torkolattól 48 km-re épült 1967-ben a Nugusi vízerőmű 2187 m széles gátja. Mögötte 25 km² kiterjedésű víztározó létesült, mely a Baskíria Nemzeti Park területéhez tartozik.
A folyó tavaszi árvize április-május fordulóján kezdődik, a nyári és őszi alacsony vízállást a nagyobb esők időnként megemelik.